# Friedrich von Ritter zu Groenesteyn

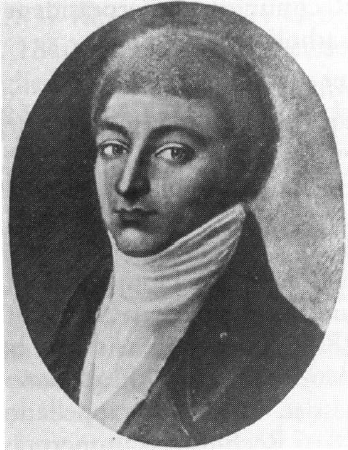
Friedrich Ritter zu Groenensteyn

Friedrich Carl Joseph Franz Nepomuk Freiherr von Ritter zu Groenesteyn (* 18. Januar 1775 in Mainz; † 21. März 1830 in Kiedrich im Rheingau-Taunus-Kreis) war ein deutscher Jurist, Domherr und Mitglied der Ersten Kammer der Landstände des Herzogtums Nassau.

## Leben

### Herkunft und Familie
Friedrich  von Ritter zu Groenesteyn entstammte der Ritterfamilie de Ridder van Groenesteyn, die Mitte des 13. Jahrhunderts im Hochstift Utrecht urkundlich erwähnt wird. Stefan von Ritter zu Groenesteyn († 1657, eingedeutschter Name, Großvater des kurmainzischen Hofmarschalls Anselm Franz von Ritter zu Groenesteyn) kam über die Heirat mit Ursula Freiin von Schwalbach zu zahlreichen Besitztümern in Kurmainz, wurde Mitglied der rheinischen Ritterschaft und 1653 in den Reichsfreiherrnstand erhoben.
Friedrich war der Sohn des Mainzer Hofrats und Vizedom Carl Adolf Freiherr von Ritter zu Grünstein (1728–1792) und dessen Gemahlin Marianne Philippina von Pölnitz (1744–1804).
Damian von Ritter zu Grünstein war sein Großvater. Friedrichs  Bruder Konstantin war ebenfalls Abgeordneter der Landstände des Herzogtums Nassau.
Aus einer nichtehelichen Verbindung mit Franziska Gunzelmann (1786–1815)  sind drei Kinder hervorgegangen.

### Werdegang und Wirken
1780 erhielt Friedrich eine Dompräbende in Stift Trier. Nach dem Besuch der Lateinschule in Mainz studierte er Rechtswissenschaften an der Julius-Maximilians-Universität Würzburg. Seine Ernennung zum fürstbischöflich-würzburgischen Hof- und Regierungsrat fiel in das Jahr 1799. 1814 zum Wirklichen Geheimrat ernannt, hatte er in den Jahren von 1818 bis 1824 ein Mandat für die Erste Kammer (Herrenbank) der Landstände des Herzogtums Nassau.